# Estadio Pa'i Coronel
El Estadio Pa'i Coronel  (también llamado Estadio Padre Guido Coronel o Estadio de Minga Guazú) es un estadio de fútbol de Paraguay ubicado en la ciudad de Minga Guazú, Departamento de Alto Paraná. Cuenta con una capacidad para 2500 espectadores, así como una pista de atletismo y es propiedad del Club Deportivo Minga Guazú, de la tercera división, que juega de local en este recinto.
El predio ocasionalmente es utilizado por otros equipos de la Liga Minguera de Fútbol (equivalente a la cuarta división), así como para algunos eventos sociales de la ciudad.
El estadio cuenta con una segunda cancha auxiliar y tres canchas pequeñas para entrenamientos y se encuentra ubicado sobre la ruta PY02, en la zona conocida como Kilometro 16 Acaray, en el centro mismo de Minga Guazú, cerca de la municipalidad.

## Origen del nombre
El estadio recibe su nombre en honor al padre salesiano Guido Coronel (Pa'i Coronel en idioma guaraní), fundador de la ciudad de Minga Guazú en el año 1958.También es llamado por algunos como Estadio Padre Guido Coronel o Estadio de Minga Guazú.

## Historia
La cancha y el club deportivo existen oficialmente desde el año 1968, desde entonces y con el crecimiento de la ciudad, el recinto también creció bastante. En sus primeros años aquí solo se jugaban partidos de la Liga Minguera de Fútbol (equivalente a la cuarta división).
Durante mucho tiempo fue el estadio más moderno de la zona, por lo que allí se jugaron algunos partidos internacionales, como cuando el 2 de abril de 1981 la selección de Paraguay jugó un amistoso con Montreal Maniac de Canadá, ganando Paraguay 3-0.
Pero desde el año 2017, el club inició su incursión en la Primera División B Nacional (equivalente a la tercera división), por lo que el predio sufrió de algunas pequeñas refacciones, ampliando la capacidad de sus graderías de 1.300 a 2.500 espectadores sentados.
En el año 2018, se jugó aquí el Mini Clásico de la Lupa, un partido anual de un programa de televisión muy popular del país, al cual asistieron más de 10.000 espectadores (la mayoría de ellos parados por la poca capacidad del estadio).